# Préfecture (Chine)
Pour les articles homonymes, voir Préfecture.
La préfecture (chinois simplifié : 地区 ; chinois traditionnel : 地區 ; pinyin : dìqū) est une division administrative de la république populaire de Chine. Elle est située à un niveau immédiatement inférieur à la province ou à la région autonome.

## Description
La préfecture est une subdivision territoriale correspondant au niveau préfectoral, situé entre le niveau provincial et le niveau districtal. Les autres subdivisions de ce niveau sont la ville-préfecture, la préfecture autonome et la ligue (spécifique à la Mongolie-Intérieure).
À la différence des provinces, des districts ou des préfectures autonomes, les préfectures ne sont pas mentionnées dans la constitution du pays.

## Historique
La préfecture, telle que conçue par la république populaire de Chine, est un concept relativement récent. Lorsque le terme est rencontré dans la littérature concernant la Chine ancienne, il fait référence aux xian (县 / 縣) ou aux zhou (州), deux autres types de subdivisions.
La préfecture actuelle dérive de l'ancien circuit, un niveau administratif entre la province et le district créé pendant la dynastie Qing. En 1928, le gouvernement de la république de Chine abolit ce niveau et les provinces administrent directement les districts. Cette réforme s'avère finalement inadaptée, certaines provinces ayant à gérer des centaines de districts, conduisant à la subdivision des provinces en plusieurs préfectures.
Les préfectures furent à une époque le principal type de subdivision de niveau préfectoral. Beaucoup sont désormais converties en villes-préfectures. Au 31 décembre 2005, la Chine comptait 17 préfectures.

## Liste
Début 2013, les préfectures n'existent que dans les provinces et régions autonomes suivantes :
- Provinces :
  - Heilongjiang :
    - Daxing'anling（大兴安岭地区）
- Régions autonomes :
  - Tibet :
    - Nagchu（那曲地区）
    - Ngari（阿里地区）

  - Xinjiang :
    - Aksou（阿克苏地区）
    - Altay（阿勒泰地区）
    - Hotan（和田地区）
    - Kachgar（喀什地区）
    - Tacheng（塔城地区）